# Tota-tó
A Tota-tó (spanyolul: Lago de Tota vagy Laguna de Tota) Kolumbia legnagyobb tava.

## Leírás
A tó Kolumbia, azon belül Boyacá megye középső részén található az Andok hegyei között, 3015 méteres tengerszint feletti magasságban. Közigazgatásilag három községhez, Cuítivához, Totához és Aquitaniához tartozik. Hossza 12, szélessége 7 km, legnagyobb mélysége 60 méter. Legnagyobb szigete több mint 1,5 km hosszú, emellett még néhány kisebb sziget is van benne. Ez az ország legnagyobb területű tava, és a második legmagasabban fekvő hajózható tó egész Dél-Amerikában (a Titicaca-tó után). A környéken az éghajlat a magashegységi környezet miatt hűvös.
Vizének egy részét egy alagúton át vezetik el, hogy a sogamosói és a Paz del Ríó-i acélgyárakban hasznosíthassák. A tó népszerű turisztikai célpont is, különösen a délnyugati részén található Playa Blanca nevű part. A tónál sátorozásra is lehetőség van.
A tó környékén, Cuítiva községben egy 3,5 hektáros natúrparkot is kialakítottak. Ennek fő növényei a Hesperomeles és az orbáncfű nemzetségek fajai, de telepítettek égereket, mexikói szomorúfenyőket, golyós eukaliptuszokat és akáciákat is. Állatai közül említésre méltó a gyűrűscsőrű vöcsök, a kékszárnyú réce, a bogota guvat, az álarcos vízityúk, a hosszúfarkú menyét, a Didelphis nemhez tartozó oposszumok és az erdei vattafarkúnyúl.

## Környezetvédelmi problémák
A tavat két folyamat veszélyezteti. Egyrészt víztérfogata is jelentős ütemben csökken, a korábbi 1948 km³-ből 2017-re mindössze 1650 km³ maradt, másrészt a környéken folyó hagymatermesztéshez felhasznált tyúktrágya bemosódása miatt a nitrogén- és foszfortartalmú anyagok koncentrációja is nagy mértékben megnövekedett a vízben.

## A Tota-tó szörnye
A tóban igen régi legendák szerint egy kígyó formájú óriásszörny élt, amely szigetekké változva őrizte a tó nyugalmát. Az indiánok még a spanyol hódítás után is beszéltek erről a szörnyről, és úgy tartották, hogy mindenkit, aki megközelíti, felfal. Egy későbbi keletkezésű legenda szerint egyszer egy férfi, aki szerette volna titokban meglesni a tóban fürdőző nőket, egy boszorkánytól olyan varázsitalokat kapott, amelyek segítségével kajmánná tud változni, illetve vissza emberré, ám véletlenül miután kajmánná változott, a második készítmény egy része rácsöppent, és így félig visszaváltozott emberré. Azóta ilyen formában él.

## Képek

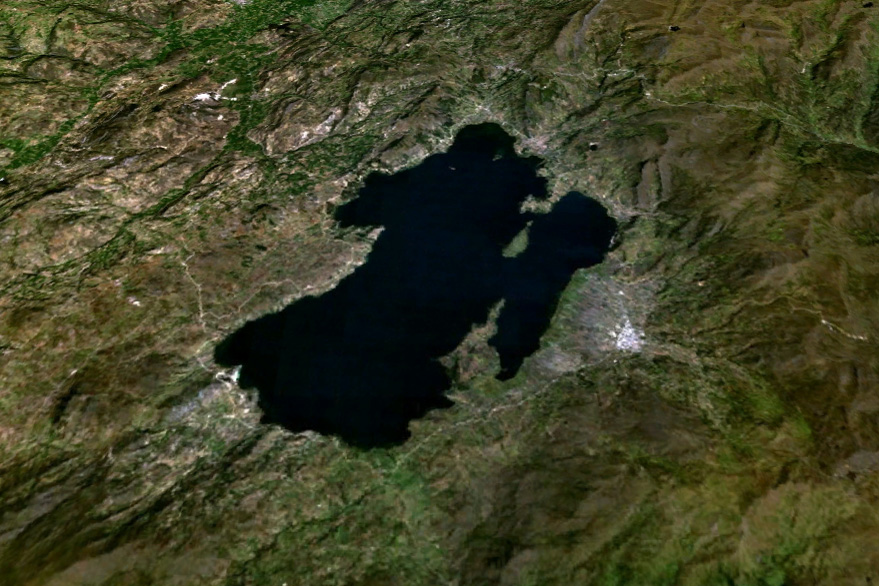
Fentről
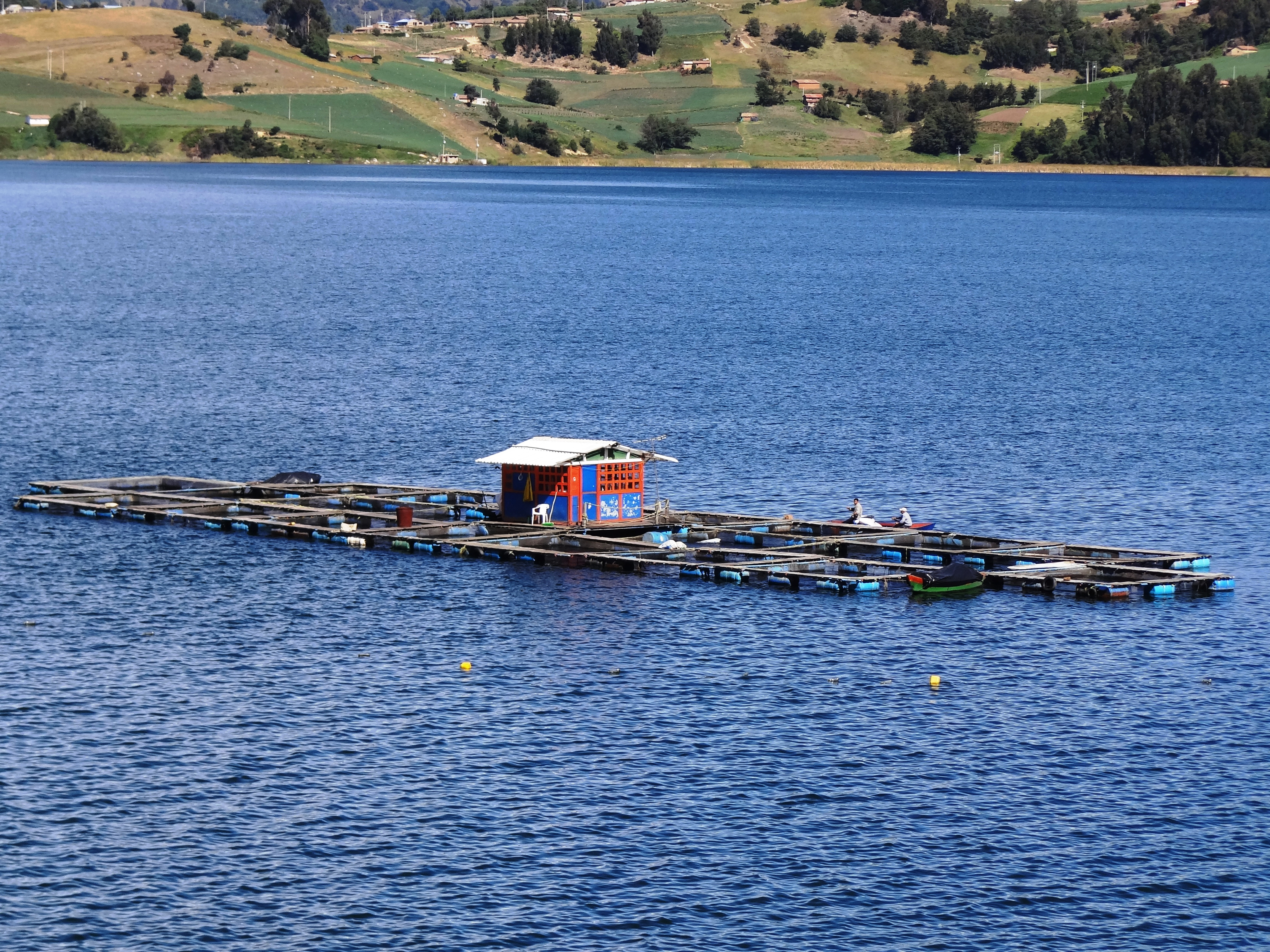
Vízi építmény
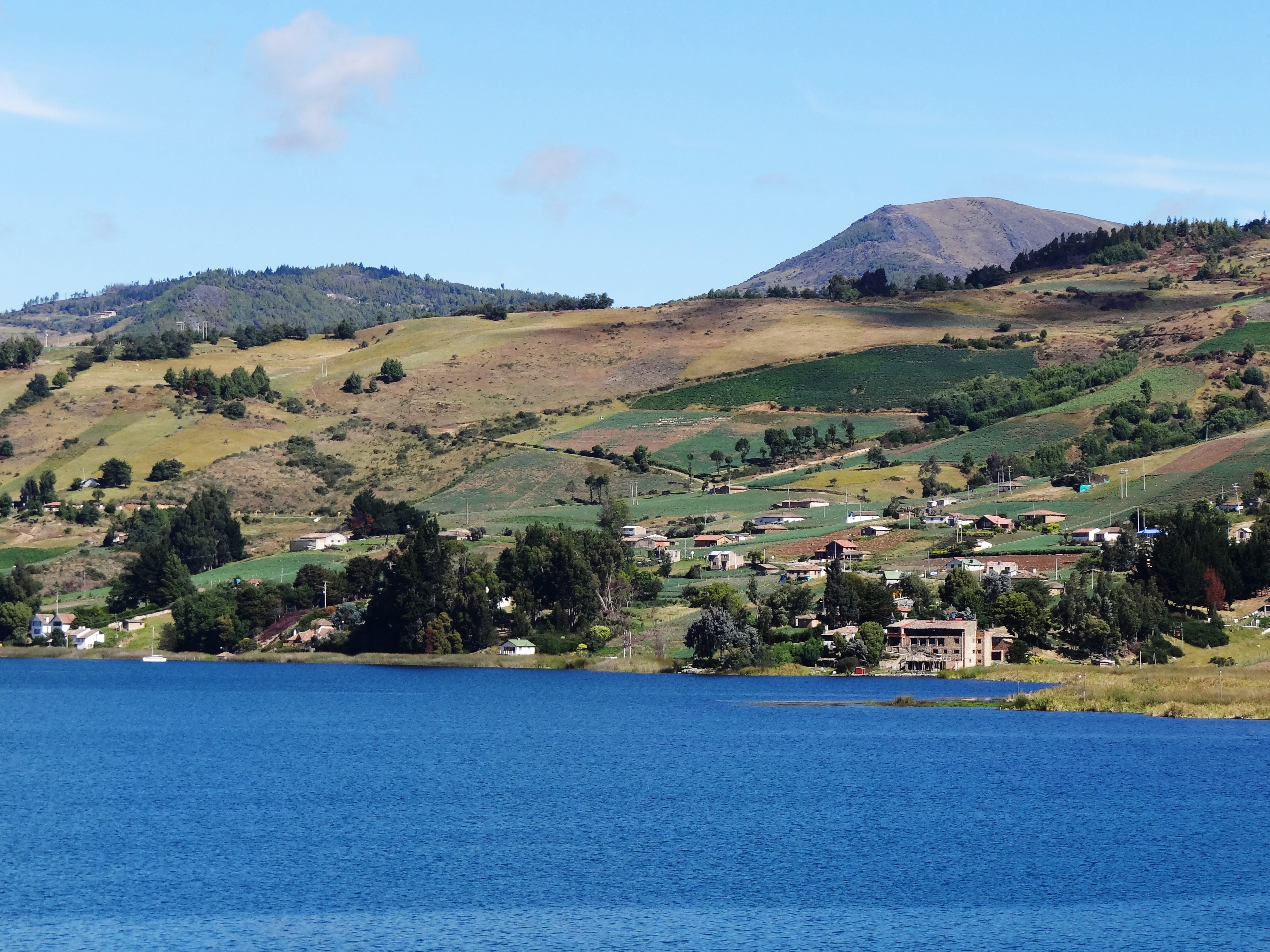
A tó és partja
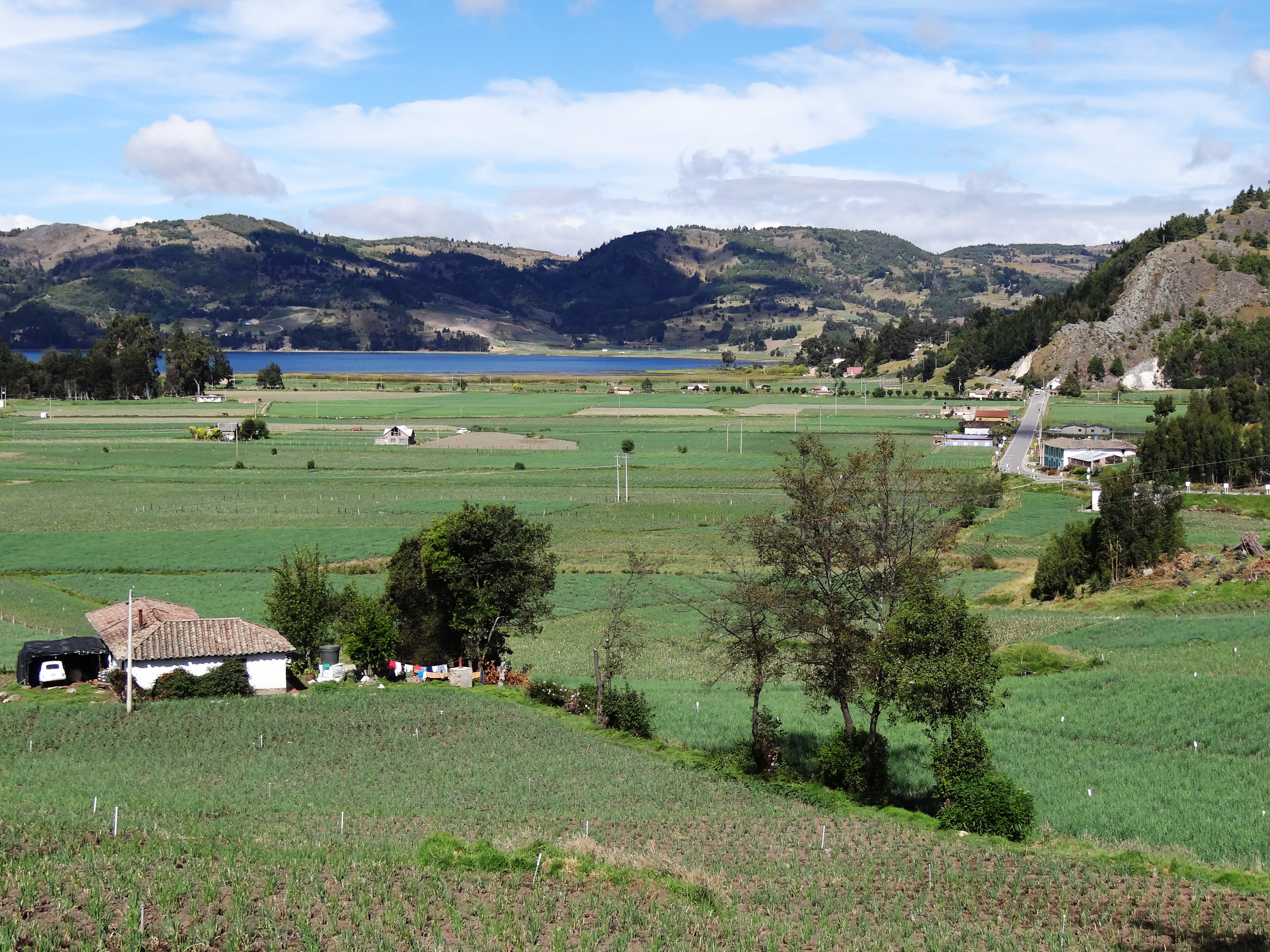
Hagymaföldek a környéken